# Hugo Gunckel Lūer
Hugo Gunckel Lüer (10. august 1901 – 17. juli 1997) var en chilensk farmaceut, botaniker og universitetslærer. Han blev født i Valdivia og døde i Santiago de Chile i en alder af 96 år.

## Uddannelse
Hugo Gunckel blev undervist dels på Colegio Alemán i Valdivia og dels på det humanistiske gymnasium i samme by. I 1921 blev han optaget på universitetet i Concepcion, hvorfra han tog sin farmaceutiske magistergrad.
Som adjunkt i botanik hos professor Alcibíades Santa Cruz viste han sin kærlighed til naturen gennem udflugter, hvor han kunne iagttage naturen, planterne og deres udvikling. Senere lagde studiet af floraen, dens sammensætning og livsbetingelser grunden til Hugo Gunckels engagement i det levende.
Kort derefter fik han oplæring som apoteker i Talca hos materialisten Guillermo Kuschel, der var en fremragende leder såvel fagligt som organisatorisk, og som var en af grundlæggerne af Geka laboratoriet. Senere tog han til Valdivia for at virke som farmaceutisk chef jernbanerne i zone IV, en post som senere nedlagt.

## Arbejde
Gunckel drog til Corral, hvor han oprettede en materialistforrretning, men den næsten uberørte natur, som omgav denne havneby, dens skove, dens bregner og dens urteflora fik ham til at gå i gang med at indsamle områdets planter. I 1940 flyttede han til Temuco, hvor han blev ansat som direktør for Araukaner-museet (i dag: Det regionale museum for Araukanien). I 1943 blev han valgt som den første præsident for Temucos regionalråd under Chiles farmaceutsammenslutning, der havde Víctor M. Cereceda som leder. I 1946 blev han præsident for skovingeniørskolen, der var en nyskabelse inden for dette fag i Chile, men han fortsatte med at forske, skrive artikler til avisen ”Austral” (= Sydlandet), andre blade i området og til videnskabelige tidsskrifter. Han var mellem grundlæggerne af naturvidenskabernes akademi, hvor han senere blev præsident gennem tolv år. I akademiets tidsskrift offentliggjorde han sine afhandlinger gennem tyve år. Sammen med Hans Niemeyer udgav han desuden "Revista Universitaria-Universidad Católica" eller "Anales de la Academia de Ciencias Naturales".
Den 1. maj 1950 tog Hugo Gunckel til Santiago for at besætte lærestolen i botanik ved det farmaceutiske fakultet, hvor han også varetog funktioner for UNESCO, hvad der ofte tvang ham til at rejse. Hans opgave blev at skabe herbariet på "Escuela de Química y Farmacia" (= Skolen for kemi og farmaci). Sideløbende afholdt Gunckel undervisning på Det Pædagogiske Institut ved Chiles Universitet, i dag: Hovedstadens universitet for uddannelsesvidenskab. Dette fortsatte han med, indtil han blev pensioneret i 1968. Tidsskriftet "Academia" har offentliggjort nogle af hans arbejder inden for botanik og historie (Gunckel 1982). 

## Hædersposter
Alt dette skabte baggrunden for at han kunne blive æresmedlem af Sociedad Chilena de Historia y Geografía (= Chiles historiske og geografiske selskab) og medlem af Academia Chilena de la Lengua (= Chiles akademi for modermålet) samt korresponderende medlem af det Kongelige Spanske Akademi.
Hugo Gunckel udmærkede sig ikke blot som videnskabsmand og farmaceut, men han blev også grundlægger og underdirektør for det tredje brandkompani i Corral og borgmester i samme kommune.

## Værker
Bøger
- "Helechos de Chile" Monografier udgivet i tilknytning til Årbøger fra Universidad de Chile
- "Bibliografía Moliniana"

Artikler
- Dr. Rodolfo Armando Philippi: Excursión botánica a la Araucanía efectuada en 1889 i Farmacia Chilena 26 (9): 387-396, 26 (10): 435-451) oversat i 1952 af Hugo Gunckel fra Rodolfo Armando Philippi: Botanische Excursion in das Araukanerland. Ber. Vereins Naturk. Cassel 41:1-31 (1886). Se også Netudgaven Arkiveret 27. september 2007 hos  Wayback Machine
- Hugo Gunckel: La floración de la quila y el coligüe en la Araucanía i Ciencia e Investigación 4: 91-95. 1948.
- Gunckel: Plantas chilenas estudiadas por Linneo i Revista Universitaria (Chile) 38: 67-76 1953.
- Gunckel: Nombres indígenas relacionados con la flora chilena Facultad de Química y Farmacia, Universidad de Chile, Santiago de Chile, 1959.
- Gunckel: Fitonimia atacameña, especialmente cunza i Anales de la Academia Chilena de Ciencias Naturales 52: 1 – 81 1967.
- Gunckel: Plantas chilenas descritas como nuevos por Juan Ignacio Molina y sus concordancias con la nomenclatura botánica actual i Noticiario Mensual del Museo Nacional de Historia Natural, Año 17 (N° 197):3-11. 1972.
- Gunckel: Vocablos populares técnicos relacionados con la industria del alerce i Noticiario Mensual del Museo Nacional de Historia Natural 274-275 1979.
- Gunckel: Plantas magicas mapuche i Terra Ameriga 41:73-75. 1980.
- C. Munizaga og H. Gunckel: Notas etnobotánicas del pueblo atacameño de Socaire, o etnobotánica de Socaire i Publicaciones del Centro de Estudios Antropológicos 5: 9-40. 1958.

## Eksterne links
- Huga Gunckel: Significado de nombres genéricos de algunas plantas de la flora chilena i Academia N° 4. Academia Superior de Ciencias Pedagógicas. 157-180 Chloris chilensis vol. 9., Nº2) Arkiveret 2. december 2007 hos  Wayback Machine 1982.
- C. Sandoval: Desarrollo de los estudios de Farmacia en Concepción. Anal. Real Acad. Nac. Farm 111-156 Arkiveret 6. januar 2007 hos  Wayback Machine 2002.